# Улица Маршала Кожедуба
Улица Ма́ршала Кожеду́ба — улица, расположенная в Юго-Восточном административном округе города Москвы на территории района Люблино.

Нумерацию домов начинается от Краснодарской улицы.

## История
Улица названа в 2003 году в честь Ивана Никитовича Кожедуба, Маршала авиации, трижды Героя Советского Союза. В Великую Отечественную войну в истребительной авиации сбил 62 самолёта противника. После войны занимал руководящие должности в военно-воздушных силах.

До 2003 года — проектируемый проезд № 6078.

## Расположение
Улица Маршала Кожедуба начинается от Краснодарской улицы и идёт на северо-восток. С юго-запада к ней примыкает улица Маршала Баграмяна. Улица заканчивается, упираясь в улицу Марьинский парк.

## Примечательные здания и сооружения
Чётную сторону улицы занимают жилые дома. Нечётную сторону улицы — небольшой природный комплекс с пешеходными дорожками. С ноября 2012 года этот природный комплекс объявлен прихрамовой территорией. А напротив дома № 14 в 2015 году построен храм.

## Транспорт

### Автобус
По данной улице не проходят автобусные маршруты. Ближайшие автобусные остановки:
- «Улица Маршала Кожедуба» (недалеко от пересечения с Краснодарской улицей) — автобусы 201 и 657
- «14-й микрорайон Марьинского парка» (недалеко от пересечения с улицей Марьинский парк) — автобусы 201, 657, 751, 551, c4, с797

### Метро
- Станция метро «Люблино» Люблинско-Дмитровской линии — в 1,8 км на северо-запад от пересечения с Краснодарской улицей.